# 2002年德國聯邦議院選舉

選舉結果

2002年德國聯邦議院選舉在2002年9月22日進行，選出第15屆德國聯邦議院。德國社會民主黨在這次選舉中以3席之差維持國會最大政黨地位，在603個議席中獲得了251個議席。其和聯盟90/綠黨的聯合政權因此得以維持，格哈特·施羅德留任德國總理。